# Seção de cartas de revista em quadrinhos

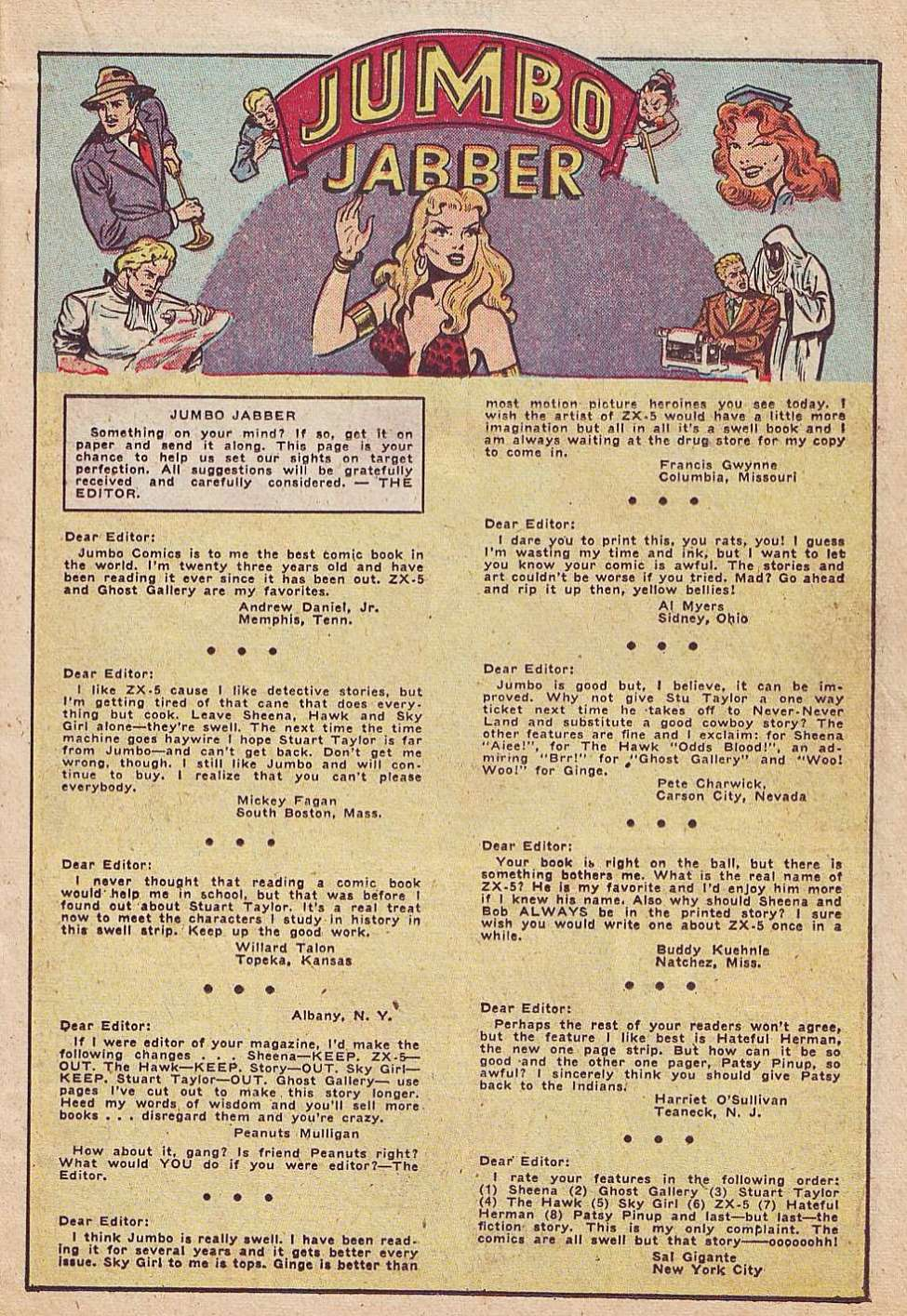
Sheena na Sessão de cartas de Jumbo Comics #99 (maio de 1947), Fiction House

Seção de cartas de revista quadrinhos é um espaço em uma revista em quadrinhos onde as cartas dos leitores enviadas ao editor aparecem. As seções de cartas apareceram no início da história das próprias revista em quadrinhos americanas, e sua crescente prevalência - particularmente a partir da década de 1960 - ajudou a criar e legitimar o fandom de quadrinhos. À medida que o fórum se desenvolveu, o volume e o teor das cartas tornaram-se um medidor confiável da resposta geral do leitor aos desenvolvimentos dos próprios quadrinhos. As seçõess de cartas permaneceram uma característica regular da maioria das histórias em quadrinhos até os primeiros anos do século 21, quando começaram a ser eliminadas em favor da crescente prevalência dos e-mails e fóruns de discusão na Internet. Apesar disso, a década de 2010 viu um renascimento das seções de cartas de revistas em quadrinhos, e muitos publicações ainda possuem seções de cartas.

## História
Quando Hugo Gernsback publicou a primeira revista de ficção científica, Amazing Stories, em 1926, permitiu que a seção de cartas, lançada no ano seguinte, criasse uma interação entre os leitores, que passaram a trocar correspondências.
A primeira seção de cartas em quadrinhos registrada apareceu em Target Comics # 6, publicada pela Novelty Press em 1940. (A página em questão também tem uma menção inicial ao colecionismo de quadrinhos.) A primeira revista em quadrinhos da DC Comics a incluir uma seção de cartas foi Real Fact Comics #3 (julho-agosto de 1946). O primeiro título da DC com uma seção de cartas como recurso regular foi Superman começando com a edição 124 (setembro de 1958).
As primeiras versões das sesões de cartas tendiam a ser simples cartas de fãs, muitas vezes de jovens leitores. Essas cartas tendiam a ser elogios à história e à arte da edição anterior; ou perguntas simplistas sobre a pronúncia correta de "Mxyzptlk" ou onde o Super-Homem colocava suas roupas de Clark Kent quando estava fantasiado; ou, alternativamente, dissecações obsessivas de erros de continuidade percebidos ou erros de arte.
As seções de cartas atingiram seu auge na década de 1960, quando as cartas dos leitores se tornaram mais longas e as discussões mais sofisticadas. Por exemplo, em meados da década de 1960, o escritor de cartas de longa data (e futuro historiador de quadrinhos) de Peter Sanderson, longas, bem fundamentadas e impressionantemente eruditas cartas forçaram o editor da DC, Julius Schwartz, a expandir as cartas em seus títulos para uma segunda página separada (como "Flash-Grams — Extra", "Letters To the Batcave — Extra" e "JLA Mailroom — Special Peter Sanderson Edition") para facilitar a análise precisa de Sanderson.
Dos títulos de super-heróis da Era de Prata da Marvel Comics, apenas o Quarteto Fantástico inicialmente tinha uma seção de cartas; assim, serviu como fonte de informação editorial / comentário do leitor para todos os títulos de super-heróis da Marvel - até que eles também tivessem suas próprias seções de cartas dedicadas.
Na década de 1970, quase todos as revistas em quadrinhos convencionais incluíam páginas de cartas. O historiador Matthew J. Putz descreve as diferentes abordagens das duas grandes editoras, DC e Marvel:
Em muitas revistas da DC, as cartas foram encurtadas, extraídas ou compiladas em listas de estrelas convidadas sugeridas. As páginas de cartas da Marvel, por outro lado, geralmente continham cartas muito longas nas quais os fãs elogiavam, criticavam ou ofereciam sugestões detalhadas. Ao contrário dos editores da DC, que se referiam aos leitores como 'eles', os editores das páginas de cartas da Marvel frequentemente se dirigiam diretamente a seus fãs, muitas vezes usando o inclusivo 'nós' (we e us). . . . Cartas negativas eram comuns, mas as críticas muitas vezes diferiam. Embora as críticas dos fãs da Marvel possam ser muito pontuais, concentrando-se no trabalho de determinados escritores e artistas ou mesmo em toda a produção da empresa, as cartas negativas dos fãs da DC geralmente são brandas. . . . No início dos anos 1980, porém, as seções de cartas da DC começaram a se tornar mais parecidas com as da Marvel, com cartas mais longas que privilegiavam o conteúdo e o comentário em vez da reação simples. No final dos anos 1980 e início dos anos 1990, as páginas de cartas da Marvel haviam perdido muito de sua vantagem crítica, com as cartas da DC ocupando a folga.".
À medida que a seção de cartas se tornou uma tradição de longa data na indústria de quadrinhos mainstream, tornou-se até mesmo uma característica dos quadrinhos underground, independentes e alternativos das décadas de 1970 e 1980. Na década de 1990, desenvolveu-se uma tendência na escrita de cartas em que os leitores enviavam perguntas específicas sobre a direção da série, pontos da trama, etc .; que muitas vezes eram respondidas (ou evitadas) pelo escritor ou editor ponto a ponto.

Nos primeiros anos do século 21, conforme os fóruns relacionados a quadrinhos surgiram em toda a Internet, muitas seções de cartas foram gradualmente substituídas por anúncios ou promoções internas. Isso, combinado com um sentimento crescente de que as páginas das cartas estavam trazendo cada vez mais os piores leitores, levou ao seu declínio contínuo. Em 2002, a DC encerrou oficialmente a prática da página de cartas.
Quase uma década depois, porém, em 2011, a DC trouxe de volta a prática. Além disso, muitos títulos não publicados pela Marvel ou DC - principalmente os títulos da Image Comics - ainda apresentam páginas de cartas. Uma razão para a persistência do formulário, mesmo diante de outros meios de comunicação editor-criador, é que as páginas de cartas permitem uma discussão mais aprofundada do que a maioria dos fóruns online.
Em 2015, o escritor David Harper publicou sua lista das principais seções de matérias/seções cartas em execução:
- "Letter Daddies," em Sex Criminals (Image Comics)
- "Processing" em Shutter (Image Comics)
- "To Be Continued," em Saga (Image Comics)
- "The Secret Ingredient," em The Fade Out (Image Comics)
- "Letters From Nuts," em The Unbeatable Squirrel Girl (Marvel Comics)
- "Kaiju Mail," em Kaijumax (Oni Press)
- "Hellmail," em Hellboy (Dark Horse Comics)

### No Brasil
Adolfo Aizen, fundador da Editora Brasil-América Limitada respondia as cartas de leitores na coluna "Notícias em quadrinhos"  nas revistas publicadas pela editora. Mantendo contato com Aizen, Edson Rontani produziu capas de Batman e Superman, Rontani criou o primeiro fanzine brasileiro sobre histórias em quadrinhos, o Ficção, lançado em 1965, Aizen divulgou o Ficção em Superman Bi nº6 (janeiro-fevereiro de 1966).
“Recebemos de Piracicaba uma carta e um Boletim que foi uma grata surpresa para nós. A carta vinha assinada por Edson Rontani, já nosso conhecido (um desenho seu foi publicado na capa da SUPERMAN Nº 9 – janeiro de 1965).
Em 1984, a Editora Abril assumiu os títulos da DC Comics, s revistas Super-Homem e Batman tinha seções de cartas mantidas, respectivamente, pelos fictícios Dermeval Calógeras e Supereditor. Também era comum colocar os próprios personagens famosos respondendo as questões dos leitores.
Nas revistas da Editora Abril havia o  troféu Cata-Piolho, para leitores que encontravam erros na edição, contudo, o troféu era apenas simbólico.

## Forma e contéudo
Conforme padronizado pelas grandes empresas americanas tradicionais, a seção de cartas era normalmente supervisionada por um dos membros da equipe de quadrinhos, muitas vezes o editor da revista (ou mais tarde, o editor assistente) e, ocasionalmente, o(s) roteirista(s) da revista.
A página de cartas costumava ser usada como palanque, onde além de responder aos comentários dos leitores, o editor fornecia detalhes dos bastidores sobre o mundo dos quadrinhos, anunciava mudanças no título ou na equipe criativa, pedia mais (ou melhores) cartas, provoque a concorrência e se comunique com os leitores.
Devido ao atraso mensal (ou mais longo) entre as edições, a seção de cartas de um quadrinho geralmente apresentava respostas dos leitores às edições cerca de três a cinco meses antes da atual. Ocasionalmente, se uma história durasse muito em um mês ou houvesse problemas relacionados à impressão, a página de cartas de uma história em quadrinhos seria omitida. Isso muitas vezes produzia protestos de leitores carentes em seções de cartas posteriores, acompanhadas pelas desculpas e explicações necessárias.
Até o final da década de 1970, as seções de cartas eram geralmente encontradas no meio da revista, quando se moviam principalmente para a penúltima página da revista (a última página tendia a ser um anúncio).
No final de 1960 - graças em grande parte à insistência de leitores motivados como Jerry Bails (mais tarde conhecido como o "pai do fandom de quadrinhos") e Roy Thomas - o editor da DC, Julius Schwartz, decidiu imprimir os endereços residenciais dos leitores em as cartas, um costume de longa data em revistas de ficção científica e que ajudou a originar o fandom de ficção científica (onde o próprio Schwartz começou a publicar). A primeira página de cartas com os endereços completos dos autores das cartas apareceu em The Brave and the Bold # 35 (maio de 1961). Por causa dessa prática, muitos leitores se conectaram, tornando-se amigos por correspondência e iniciando comunidades de fãs e/ou publicando fanzines. Em vários casos, os leitores (incluindo o futuro desenhista dos X-Men, Dave Cockrum e os futuros criadores de Elfquest, Wendy e Richard Pini) "conheceram" seus futuros cônjuges por meio de páginas de cartas de revistas  quadrinhos.
Peter Sanderson escreve sobre as seções de cartas de Schwartz:
As seções de cartas de Julie Schwartz eram as melhores do mercado: . . . Schwartz procurou e publicou cartas com sagacidade, estilo e inteligência, que demonstrassem genuínas, embora ainda em desenvolvimento, faculdades críticas. . . . Schwartz tratou suas cartas de quadrinhos como um meio de entretenimento instigante, assim como as próprias histórias. Tantas seções de cartas em outras revistas continham não-respostas de funcionários anônimos; Schwartz, por outro lado, sempre deixou claro que tratava as opiniões de seus leitores com respeito. Ao imprimir nomes e endereços de seus escritores de cartas, ele promoveu a comunicação entre os leitores em uma época anterior às lojas de quadrinhos ou convenções. . . . Além disso, ao encorajar seus correspondentes mais criativos, Schwartz colocou vários deles no caminho de se tornarem eles próprios profissionais de quadrinhos. Um grande número de profissionais de quadrinhos fez suas primeiras aparições impressas nas cartas de Schwartz dos anos 1960. . . .
Da mesma forma, sob a orientação do editor-chefe/editor Stan Lee, a Marvel Comics também decidiu imprimir os endereços residenciais dos leitores nas cartas. Lee priorizou a criação de uma comunidade de leitores, dando a eles uma sensação de investimento pessoal na Marvel e em seus títulos. A ambição de Lee de criar uma estética de empresa dessa forma foi extremamente bem-sucedida; muitos fãs da Marvel assinavam suas cartas com a frase "Make Mine Marvel!"
Por volta de 1965, no entanto, o Comics Code Authority - temendo que os pornógrafos pudessem comercializar seus produtos para leitores de quadrinhos obtendo seus endereços residenciais nas seções das cartas - decretou que os editores não deveriam mais imprimir os endereços dos leitores. A DC cedeu a esse decreto, enquanto a Marvel o ignorou, pelo menos por um tempo.
Para muitos fãs, ter uma carta impressa era uma medalha de honra - especialmente se fosse em uma das páginas de cartas mais importantes. A sensação era de que, se alguém escrevesse cartas boas o suficiente, seria possível influenciar a direção dos quadrinhos e/ou de seus personagens favoritos. E como as páginas de cartas se tornaram mais colaborativas dessa forma, muitas se tornaram fóruns para discussões de longa duração entre os editores e leitores, com tópicos que vão desde o que define um "mutante" até questões do mundo real, como religião, racismo, feminismo, direitos dos homossexuais , e os direitos dos deficientes. Os comentários do criador do Cerebus, Dave Sim, sobre as mulheres, por exemplo, tornaram-se fonte de um debate particularmente longo e amargo nas páginas do "Aardvark Comment".
Em certas circunstâncias, era prática da Marvel e da DC solicitar cartas para títulos que tinham problemas para preencher uma página de cartas a cada mês. Enquanto os títulos populares podem receber até 40 ou mais cartas por mês, outros títulos podem não receber o suficiente para preencher uma página. Em circunstâncias desesperadoras, os montadores de cartas da DC e da Marvel eram conhecidos por escrever cartas falsas sob nomes falsos, apenas para preencher a seção.
Por algum tempo na década de 1970, os editores da Marvel (e editores assistentes, como Mark Gruenwald) responderam às cartas dos leitores disfarçados de "tatu amigável". A partir de 1980, sob o comando do novo editor-chefe Jim Shooter, a Marvel instituiu novas políticas de seções de cartas. Uma mudança foi permitir que os escritores de certos títulos (em vez do editor por revista) gerenciassem as páginas das cartas. A outra era eliminar a presunção do "tatu" e fazer com que os editores ou escritores das revistas respondessem às cartas com seus próprios nomes.
Anos depois, algumas páginas de cartas da DC Comics - como as de Lobo e Ambush Bug - usaram o artifício humorístico de fazer o personagem principal "responder" às cartas. Deadpool da Marvel, como parte de sua prática regular de quebrar a "quarta parede", também respondeu suas próprias cartas.
A página de cartas também funcionava como outra forma de "anúncio interno", um local para promover a revista, outras revistas da mesma linha ou a editora de quadrinhos em geral. Alguns tinham propósitos adicionais, como na série The Question dos anos 1980, escrita por Dennis O'Neil, cujas páginas de cartas incluíam uma recomendação de leitura com cada edição para complementar os pontos filosóficos ilustrados na reportagem.

### Títulos de seções de cartas
A típica página de cartas tinha seu próprio título, que geralmente era uma referência ao herói ou heróis da revista. "Cape and Cowl Comments" (World's Finest Comics), "JLA Mailroom" (Justice League of America), "Legion Outpost" (Legion of Super-Heroes), "Metropolis Mailbag" (Superman), "Avengers Assemble!" (Vingadores), "Cartas à Lenda Viva" (Capitão América), "A Teia de Aranha" (O Espetacular Homem-Aranha) e "Correio X" (Uncanny X-Men) são apenas alguns exemplos disso. tradição. O Esquadrão Suicida enfrentou dificuldades nesse aspecto, pois o Serviço Postal dos Estados Unidos se opôs à entrega do que foi rotulado como "Notas de suicídio".
Alguma revistas tiveram problemas para manter um título em cartas e foram alterados com mais ou menos regularidade. Logo se tornou uma tradição realizar um concurso para os fãs escreverem com ideias para títulos de seções, com o escritor vencedor creditado na página de cartas. Da mesma forma, quando uma nova série de quadrinhos foi criada, os leitores foram solicitados a enviar nomes para o título da carta desde o início.

## Participação do leitor
Jerry Bails pode ter sido o primeiro leitor a acreditar que poderia influenciar a direção de seus quadrinhos favoritos. No início dos anos 1960, ele bombardeou os escritórios da DC com sugestões para novos revivals de super-heróis, como já estava acontecendo com o Flash, a Liga da Justiça e assim por diante. Por exemplo, em Justice League of America # 4, a página de cartas está cheia de cartas de Bails sob diferentes pseudônimos. Ele fez tudo o que pôde para enganar o editor Julius Schwartz, incluindo enviar as cartas de todo o país.
Mais tarde, durante o apogeu da seção de cartas nas décadas de 1970 e 1980, muitos quadrinhos encorajaram ativamente a participação do leitor. Os fãs foram convidados a avaliar as mudanças de uniforme de um personagem ou, em alguns casos, enviar seus próprios designs de uniforme, com a entrada vencedora se tornando o novo traje do personagem. Os leitores das séries limitadas Tomb of Dracula e The Vision and the Scarlet Witch foram convidados a sugerir nomes para os bebês dos personagens principais. (Os vencedores de concursos como esses geralmente eram premiados com obras de arte originais da revista em questão.)
Para revistas de equipe como Os Vingadores, Liga da Justiça ou Legião dos Super-Heróis, os fãs foram questionados sobre quais personagens deveriam se tornar membros permanentes, líderes de equipe ou, inversamente, extirpados da equipe. (Os leitores também foram solicitados a sugerir ou votar no título da seção da carta. Muitas cartas da Marvel dos anos 1970 enfatizaram a importância do feedback do leitor, como esta de Power Man # 24 (abril de 1975): "Nós não marque acertos em todas as edições. Às vezes, uma história tem falhas ou simplesmente não chega ao ponto. É por isso que suas cartas são tão valiosas para nós na produção desses comentários. . . . Portanto, não deixe ninguém lhe dizer suas cartas não são importantes, pessoal. Elas são vitais para essas revistas."
Da mesma forma, (começando na década de 1980) os mais estimados letterhacks eram ocasionalmente solicitados a enviar cartas com base nas primeiras cópias de visualização, ajudando assim a construir uma base de fãs para um novo título. E, em alguns casos, títulos de baixas vendas foram salvos do cancelamento por grupos de fãs dedicados que escreveram para o editor-chefe ou editor da empresa. [citação necessária]

### Letterhacks
Fãs cujas cartas eram publicadas regularmente - "letterhacks" - tornaram-se bem conhecidos em toda a indústria em virtude de suas cartas. O escritor Mark Engblom descreve o fenômeno desta maneira:
Escolhidos pelo editor do título (ou, em alguns casos, pelo escritor), alguns fãs sortudos teriam a oportunidade de compartilhar suas opiniões não apenas com os criadores, mas também com um público cativo de outros fãs. Na verdade, alguns dos fãs mais prolíficos tinham cartas impressas quase todos os meses em uma variedade de títulos, tornando-se celebridades menores por seus próprios méritos.
Alguns dos "LOCers" ou "letterhacks" mais prolíficos incluem Jerry Bails, T. M. Maple (que publicou mais de 3.000 cartas), Augie De Blieck Jr. (que afirma ter publicado mais de 400 cartas), Bill Schelly (agora um historiador de quadrinhos), Peter Sanderson (idem) e Irene Vartanoff (uma onipresente hacker dos anos 1960 que acabou trabalhando nos bastidores para a Marvel nas décadas de 1970 e 1980).
Conforme discutido acima, alguns hackers ganharam entrada em uma carreira real nos quadrinhos por causa de sua experiência em escrever cartas. Por exemplo, Bob Rozakis aproveitou suas frequentes cartas publicadas para os quadrinhos da DC durante o final dos anos 1960 e início dos anos 1970 em um trabalho como o "Homem das Respostas" da DC e, eventualmente, uma carreira sólida como escritor da DC. Kurt Busiek, Mary Jo Duffy, Mike Friedrich, Mark Gruenwald, Fred Hembeck, Tony Isabella, Paul Levitz, Ralph Macchio, Dean Mullaney, Martin Pasko, Diana Schutz, Beau Smith, Roy Thomas e Kim Th